# 1995 في فنلندا
فيما يلي قوائم الأحداث التي وقعت خلال عام 1995 في فنلندا.

## سياسة

### تعيين في المنصب
- 24 مارس – ماري كيفينييمي عضو برلمان فنلندا  [لغات أخرى]‏.
- 13 أبريل – بآفو ليبونن رئيس وزراء فنلندا.
- 13 أبريل – تاريا هالونن وزير الخارجية [الإنجليزية]‏.
- 13 أبريل – ساولي نينيستو وزير العدل [الإنجليزية]‏.

### انتهاء فترة المنصب
- 23 مارس – يورن دونر عضو برلمان فنلندا  [لغات أخرى]‏.
- 13 أبريل – أنيلي يآتينماكي وزير العدل [الإنجليزية]‏.

## مواليد

### أغسطس
- 8 أغسطس – أنطون أوداباسي لاعب كرة سلة فنلندي.

## وفيات

### أبريل
- 16 أبريل – أولافي أهونين (مواليد 1941) لاعب كرة سلة فنلندي.

### يوليو
- 7 يوليو – إيفا ليسا مانر (مواليد 1921) كاتبة فنلندية.
- 13 يوليو – ماتي بيلونبا (مواليد 1951) ممثل فنلندي.